# Wim Hofkens
Wim Hofkens (Made, 27 maart 1958) is een Nederlands voetbaltrainer en voormalig profvoetballer. Hij was een polyvalente middenvelder en verdediger die bekendstond om zijn inzet en vooral in België actief was. Als speler van onder meer KSK Beveren, RSC Anderlecht en KV Mechelen won hij de UEFA Cup, Europacup II, UEFA Super Cup, vier landstitels, twee bekers en een supercup. Als trainer is hij vooral werkzaam in de amateurafdelingen.

## Carrière

### Beginjaren
Wim Hofkens werd geboren in het Noord-Brabantse Made en sloot zich op jonge leeftijd aan bij het plaatselijke Irene '58. Nadien speelde hij voor Madese Boys, waar hij werd opgemerkt door een scout van Feyenoord. Hofkens koos uiteindelijk niet voor Feyenoord en trok naar het pas opgerichte voetbalinternaat van Willem II. Reeds op 16-jarige leeftijd maakte Hofkens de overstap naar het eerste elftal. Op 17 november 1974 maakte hij als centrale verdediger zijn officieel debuut voor de club uit de eerste divisie. Ondanks zijn piepjonge leeftijd werd hij een vaste waarde bij Willem II. Tot januari 2012 was Hofkens bovendien de jongste speler ooit voor de club uit Tilburg. Zijn record werd verbroken door Jeroen Lumu, die met 16 jaar 234 dagen precies één dag jonger was dan Hofkens.

### Beveren
In 1976 versierde Hofkens een transfer naar het toen lucratieve België. Hoewel hij opnieuw kon rekenen op de interesse van Feyenoord tekende hij op 18-jarige leeftijd bij eersteklasser KSK Beveren. Onder trainer Urbain Braems werd hij vooral als verdedigende middenvelder ingeschakeld. De Nederlander was in geen tijd een titularis bij de Waaslanders. In zijn eerste seizoen scoorde hij drie keer, waaronder in de topper tegen Club Brugge die met 2-1 gewonnen werd. In het seizoen 1977/78 veroverde Hofkens met Beveren de eerste trofee uit de clubgeschiedenis. De Waaslanders plaatsten zich voor de bekerfinale tegen Sporting Charleroi en wonnen met 2-0. Daardoor mocht Beveren voor het eerst sinds 1970/71 Europees spelen.
Beveren steeg in het seizoen 1978/79 boven zichzelf uit. Met spelers als Bob Stevens, Jean-Marie Pfaff, Albert Cluytens en Heinz Schönberger beschikte coach Robert Goethals over een talentvol team. In de Europacup II schakelde Beveren eerst Ballymena United en NK Rijeka uit alvorens het in de kwartfinale op te nemen tegen Internazionale. De Italiaanse topclub kwam in eigen huis niet verder dan een scoreloos gelijkspel en liep op de Freethiel tegen een zure nederlaag aan. Hofkens schakelde met een overstapje zijn rechtstreekse tegenstander uit, bracht de bal voor doel en zag hoe Stevens het enige doelpunt van de partij maakte. In de halve finale verloor Beveren twee keer met het kleinste verschil van latere winnaar FC Barcelona.
Ook in de competitie hoefden Hofkens en zijn ploegmaats niet onder te doen voor de topclubs. Beveren won in eigen huis onder meer met 2-1 van Anderlecht, dat uiteindelijk vier punten achter Beveren zou eindigen. De Waaslanders sleepten in 1979 hun allereerste landstitel in de wacht.
Een seizoen later was Beveren opnieuw een van de favorieten voor het kampioenschap, maar ditmaal konden de Waaslanders de verwachtingen niet inlossen. In de Europacup I overleefde het team van Hofkens de eerste ronde niet en in de competitie stelde Beveren teleur met een elfde plaats. De Waaslanders bereikten wel nog de bekerfinale, maar verloren die met 2-1 van Waterschei. Beveren won in 1979 wel de eerste editie van de supercup.

### RSC Anderlecht
Met een landstitel, een beker en de supercup op zak vertrok de Nederlandse middenvelder in de zomer van 1980 naar RSC Anderlecht. In de hoofdstad was hij samen met Morten Olsen, Luka Peruzović en trainer Tomislav Ivić een van de nieuwkomers. De inmiddels 22-jarige Hofkens, die bekendstond om zijn beroepsernst en hard trainingslabeur, keek op naar Ivić. De Joegoslavische tacticus zette hem in zijn eerste seizoen vooral in als linkermiddenvelder. Hofkens won in 1981 meteen zijn tweede landstitel.
Een seizoen later schoof Hofkens op naar de rechterflank, waar hij in de voetsporen trad van de naar Standard Luik vertrokken Arie Haan. De middenvelder die bij wijlen ook als rechtsachter speelde, miste dat seizoen slechts twee competitiewedstrijden en bereikte met RSC Anderlecht de halve finale van de Europacup I tegen Aston Villa. Hofkens speelde enkel in de terugwedstrijd mee - als linksback nota bene - en werd na iets minder dan een uur vervangen door Micun Jovanic.
In het seizoen 1982/83 werd Ivić aan de deur gezet en opgevolgd door Paul Van Himst. De viervoudige laureaat van de Gouden Schoen en zijn gemoedelijke aanpak lagen Hofkens niet. In 1983 loodste Van Himst zijn team wel naar eindwinst in de UEFA Cup. RSC Anderlecht versloeg in de finale Benfica. Hofkens speelde als rechtsachter mee in de heenwedstrijd.
Op de positie van rechtsachter gaf Van Himst vanaf 1983 steeds vaker de voorkeur aan opkomend talent Georges Grün. De introverte en zelfkritische Hofkens - inmiddels ook Nederlands international - verhuisde daarom regelmatig naar het middenveld, waar hij op de rechterflank de concurrentie aanging met Per Frimann. RSC Anderlecht bereikte dat seizoen opnieuw de finale van de UEFA Cup. In de halve finale schakelde paars-wit Nottingham Forest uit. In de finale verloor Anderlecht na strafschoppen van Tottenham Hotspur. Hofkens speelde in zowel de heen- als terugwedstrijd waar hij "de Man of the Match was" de volle 90 minuten.
In zijn vijfde en laatste seizoen voor RSC Anderlecht werd Hofkens voor de derde keer kampioen, maar kwam hij mede door enkele blessures amper aan spelen toe. Na het behalen van de titel besloot hij het Astridpark te verlaten om zijn carrière te herlanceren.

### Beerschot

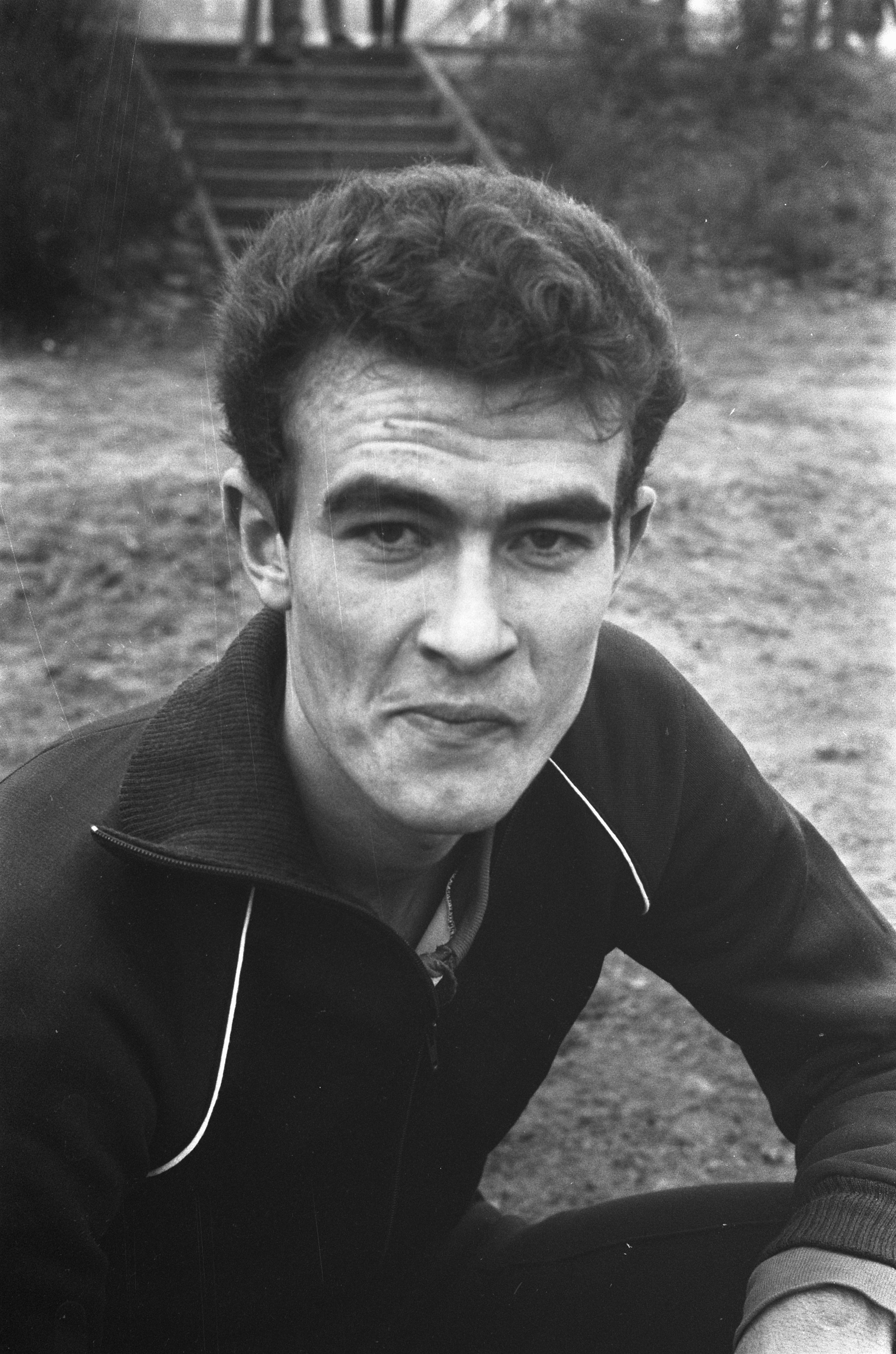
Onder trainer Aad Koudijzer kende Hofkens zijn beste seizoen.

In 1985 werd Hofkens voor een jaar uitgeleend aan Beerschot VAV. Bij de Antwerpse club werd de Nederlander een ploegmaat van onder meer Patrick Vervoort, Marc Schaessens, Dirk Goossens en Guido Swinnen. Hofkens werd door trainer en landgenoot Aad Koudijzer uitgespeeld als spelverdeler. Hij speelde er naar eigen zeggen zijn beste voetbal. Hofkens had het zelfs zo naar zijn zin in Beerschot dat hij ook in Antwerpen ging wonen. In de competitie kwam Beerschot dat seizoen twee keer goed voor de dag tegen zijn ex-club Anderlecht. In het Astridpark speelden de Ratten 1-1 gelijk, in eigen huis won Beerschot met 2-0 van de latere kampioen. Hofkens scoorde in die laatste wedstrijd het openingsdoelpunt. Door de nederlaag eindigde Anderlecht de competitie met even veel punten als Club Brugge, waarna de twee clubs het tegen elkaar moesten opnemen in testwedstrijden.

### KV Mechelen
Na één seizoen bij Beerschot werd Hofkens door voorzitter John Cordier naar KV Mechelen gehaald. Ook Michel Preud'homme, Lei Clijsters en Geert Deferm maakten in de zomer van 1986 de overstap naar het team van trainer Aad de Mos. Hofkens vond met de op sportieve weerwraak beluste Preud'homme en De Mos gelijkgezinden terug Achter De Kazerne. Ze wilden allen tot het uiterste gaan om prijzen te pakken. In zijn eerste seizoen veroverde Malinwa meteen de beker. Hofkens en zijn ploegmaats versloegen in de finale Club Luik met 1-0. Een jaar later verbaasde het team van De Mos heel Europa. Mechelen schakelde in de halve finale van de Europacup II het Italiaanse Atalanta uit en stootte door naar de finale. In die finale stond Mechelen tegenover De Mos' ex-club Ajax. De Amsterdammers waren favoriet maar stonden al snel met tien na de uitsluiting van Danny Blind. Uiteindelijk won Malinwa met 1-0 na een kopbaldoelpunt van Piet den Boer.
Maar daar hield het succesverhaal van Mechelen niet op. De 30-jarige Hofkens stootte met Mechelen zijn ex-club Anderlecht van de troon als beste ploeg van het land. Malinwa veroverde in 1989 de landstitel en schakelde paars-wit uit in de Europacup II. Mechelen won in de tweede ronde zowel de heen- als terugwedstrijd tegen Anderlecht. Hofkens, die zich bij Malinwa tot een bikkelharde speler met messcherpe tackle ontwikkeld had, vloog er met Mechelen uiteindelijk pas in de halve finale uit.
In februari 1989 sleepte Mechelen ook de UEFA Super Cup in de wacht. Na Ajax mocht Hofkens het deze keer met Mechelen opnemen tegen PSV, dat enkele maanden eerder de Europacup I had gewonnen. De club uit Eindhoven was met spelers als Romário, Eric Gerets, Ronald Koeman en Søren Lerby favoriet, maar verloor de heenwedstrijd met 3-0. In de terugwedstrijd had PSV niet genoeg aan een 1-0 zege.
Na het seizoen 1988/89 stapte De Mos over naar concurrent Anderlecht en kende de club van voorzitter Cordier een financiële terugval. Hofkens zag hoe Mechelen in 1990 met lege handen achterbleef. Ook een seizoen later greep Mechelen naast de prijzen. Malinwa werd vicekampioen en verloor in de bekerfinale met 3-1 van Club Brugge. Hofkens kreeg voor de bekerwedstrijd te horen dat hij verplicht was om met Lotto te spelen terwijl hij gebonden was met een Adidascontract, hierdoor kwam hij niet aan spelen toe in de bekerfinale. Zijn collega Michel Preud'homme kreeg wel groen licht om met een ander merk schoenen te spelen. De inmiddels 33-jarige Hofkens liet de club toen weten dat hij op het einde van dat seizoen wilde vertrekken.

### KV Kortrijk
In 1991 trok Hofkens voor een jaar naar het KV Kortrijk van trainer Boudewijn Braem, hoewel hij ook een aanbieding kreeg om trainer te worden bij tweedeklasser Boom FC. In tegenstelling tot zijn vorige professionele werkgevers trof de Nederlander zijn nieuwe club niet aan in een succesperiode. Sterker nog, de West-Vlaamse club knokte een jaar lang tegen de degradatie. De ervaren Hofkens eindigde met Kortrijk op de voorlaatste plaats. De club zakte naar tweede klasse, waarna hij terugkeerde naar Nederland en ging spelen voor AZ Alkmaar.

### AZ
In 1992 belandde hij bij AZ'67, dat toen aan zijn vijfde opeenvolgende seizoen in de eerste divisie begon. Hofkens speelde opnieuw regelmatig onder trainer Henk Wullems, maar slaagde er niet in om met AZ naar de eredivisie te promoveren. AZ sloot het seizoen 1992/93 af in de middenmoot. In 1993 zette Hofkens een punt achter zijn spelerscarrière.

## Statistieken
| Seizoen | Club           | Competitie     | Wed. | Goals |
| ------- | -------------- | -------------- | ---- | ----- |
| 1974/75 | Willem II      | Eerste divisie | 23   | 1     |
| 1975/76 | Willem II      | Eerste divisie | 32   | 5     |
| 1976/77 | KSK Beveren    | Eerste klasse  | 31   | 3     |
| 1977/78 | KSK Beveren    | Eerste klasse  | 31   | 1     |
| 1978/79 | KSK Beveren    | Eerste klasse  | 33   | 2     |
| 1979/80 | KSK Beveren    | Eerste klasse  | 27   | 3     |
| 1980/81 | RSC Anderlecht | Eerste klasse  | 18   | 2     |
| 1981/82 | RSC Anderlecht | Eerste klasse  | 32   | 1     |
| 1982/83 | RSC Anderlecht | Eerste klasse  | 31   | 1     |
| 1983/84 | RSC Anderlecht | Eerste klasse  | 18   | 0     |
| 1984/85 | RSC Anderlecht | Eerste klasse  | 15   | 0     |
| 1985/86 | Beerschot VAV  | Eerste klasse  | 32   | 2     |
| 1986/87 | KV Mechelen    | Eerste klasse  | 26   | 1     |
| 1987/88 | KV Mechelen    | Eerste klasse  | 32   | 2     |
| 1988/89 | KV Mechelen    | Eerste klasse  | 26   | 1     |
| 1989/90 | KV Mechelen    | Eerste klasse  | 16   | 1     |
| 1990/91 | KV Mechelen    | Eerste klasse  | 9    | 1     |
| 1991/92 | KV Kortrijk    | Eerste klasse  | 18   | 1     |
| 1992/93 | AZ             | Eerste divisie | 28   | 1     |
| TOTAAL  | TOTAAL         | TOTAAL         | 478  | 29    |

## Nationale ploeg

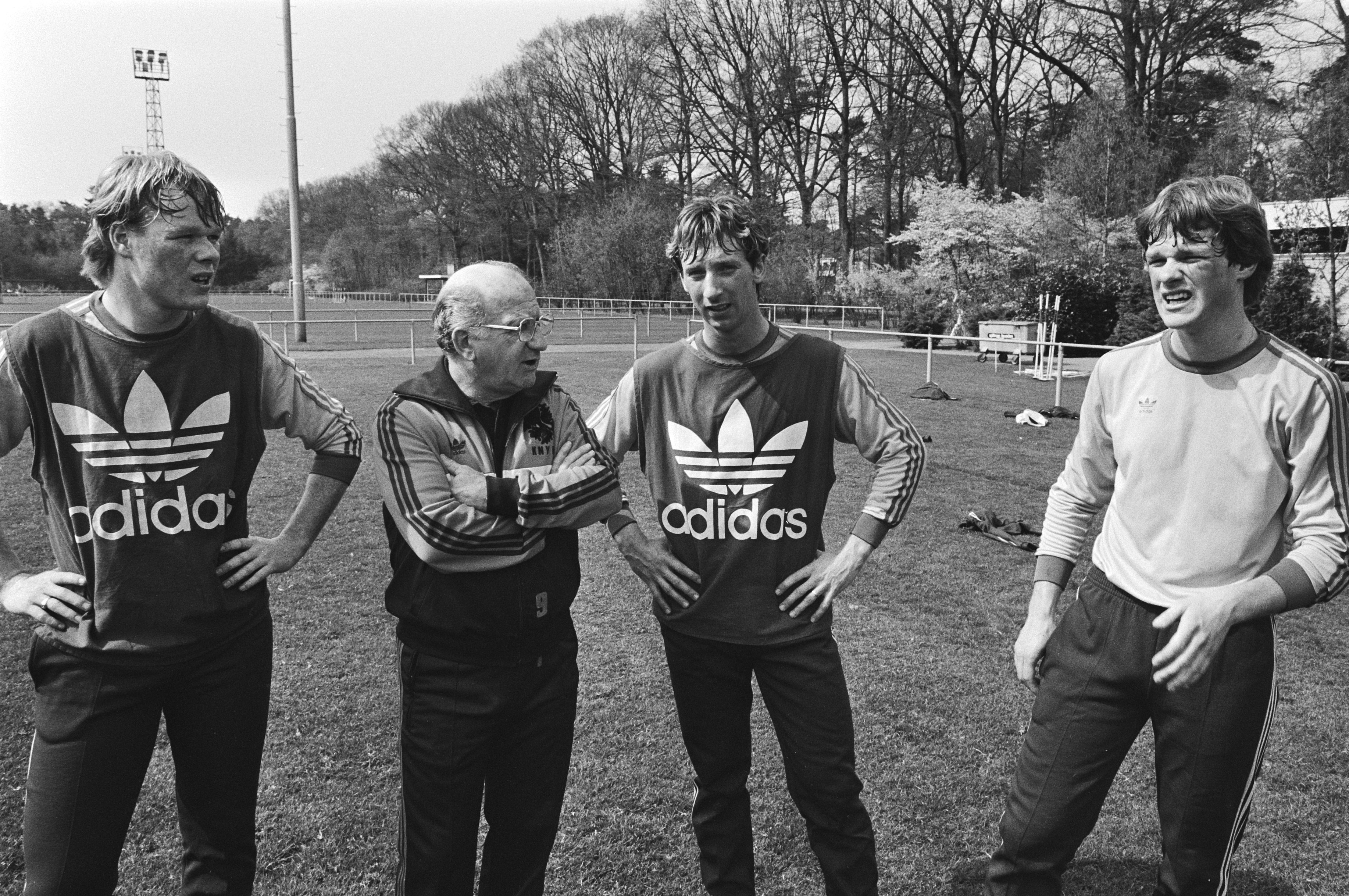
26 april 1983: Ronald Koeman, bondscoach Kees Rijvers, Wim Hofkens en Erwin Koeman bereiden in Zeist de interland tegen Zweden voor.

Toen Hofkens, een gewezen jeugdinternational, in 1983 een vaste waarde bij Anderlecht kwam hij ook in beeld bij Oranje. De middenvelder die ook als verdediger kon ingeschakeld worden, maakte op 27 april 1983, enkele dagen voor de finale van de UEFA Cup, zijn debuut voor het Nederlands voetbalelftal. Het werd toenmalig bondscoach Kees Rijvers geselecteerd voor een vriendschappelijk duel tegen Zweden. De wedstrijd, die in Utrecht doorging, werd met 0-3 verloren door treffers van Dan Corneliusson (2) en Robert Prytz (strafschop). Hofkens speelde als rechtermiddenvelder de volle 90 minuten, in een wedstrijd waarin ook de broers Erwin en Ronald Koeman (beiden van FC Groningen) hun debuut maakten voor de nationale ploeg.
In de jaren na zijn debuut werd hij nog enkele malen opgeroepen, maar speelminuten kreeg hij nooit. Pas in 1989, toen Hofkens met Mechelen kampioen werd en de UEFA Super Cup won, keerde hij terug in de nationale ploeg. Zijn tweede interland speelde hij op 22 maart 1989 onder bondscoach Thijs Libregts. Het ging om een vriendschappelijke wedstrijd tegen de Sovjet-Unie. Deze keer kwam Hofkens in actie als linksachter. Oranje won na een vroege en een late goal met 2-0.
Een maand later mocht Hofkens van Libregts ook starten in het prestigieuze WK-kwalificatieduel tegen West-Duitsland. Nederland sleepte met een late goal van Marco van Basten een 1-1 gelijkspel uit de brand. Hofkens werd na 81 minuten vervangen door ploegmaat Graeme Rutjes. In oktober speelde Hofkens ook een volledige interland tegen Wales, die met 1-2 gewonnen werd. Op 15 november 1989 speelde Nederland zijn laatste kwalificatiewedstrijd voor het WK in Italië. Nederland won zonder veel moeite met 3-0 van Finland en sloot de kwalificatiecampagne af als groepswinnaar. Hofkens mocht na 68 minuten invallen voor Erwin Koeman.
Ondanks het feit dat hij tijdens de kwalificatiewedstrijden regelmatig mocht opdraven, ging Hofkens niet meer naar het WK. De speler van KV Mechelen moest omwille van een achillespees blessure afhaken tijdens de WK-voorbereiding. Ook later werd hij niet meer opgeroepen voor Oranje.
Hofkens is een van de acht voetballers die nooit in de Eredivisie uitkwamen, maar wél voor het Nederlands elftal werden opgeroepen. De anderen zijn Nathan Aké, Mark Flekken, Timothy Fosu-Mensah, Jimmy Hasselbaink, Rob Reekers, Willi Lippens, en Jordi Cruijff. Hofkens speelde wel in de Nederlandse Eerste Divisie, maar niet in de Eredivisie.
| Interlands van Wim Hofkens voor Nederland | Interlands van Wim Hofkens voor Nederland | Interlands van Wim Hofkens voor Nederland | Interlands van Wim Hofkens voor Nederland | Interlands van Wim Hofkens voor Nederland | Interlands van Wim Hofkens voor Nederland |
| №                                         | Datum                                     | Wedstrijd                                 | Uitslag                                   | Competitie                                | Goals                                     |
| Als speler van RSC Anderlecht             | Als speler van RSC Anderlecht             | Als speler van RSC Anderlecht             | Als speler van RSC Anderlecht             | Als speler van RSC Anderlecht             | Als speler van RSC Anderlecht             |
| ----------------------------------------- | ----------------------------------------- | ----------------------------------------- | ----------------------------------------- | ----------------------------------------- | ----------------------------------------- |
| 1                                         | 27.04.1983                                | Nederland – Zweden                        | 0 – 3                                     | Vriendschappelijk                         | 0                                         |
| Als speler van KV Mechelen                |                                           |                                           |                                           |                                           |                                           |
| 2                                         | 22.03.1989                                | Nederland – Sovjet-Unie                   | 2 – 0                                     | Vriendschappelijk                         | 0                                         |
| 3                                         | 26.04.1989                                | Nederland – West-Duitsland                | 1 – 1                                     | WK-kwalificatie                           | 0                                         |
| 4                                         | 11.10.1989                                | Wales – Nederland                         | 1 – 2                                     | WK-kwalificatie                           | 0                                         |
| 5                                         | 15.11.1989                                | Nederland – Finland                       | 3 – 0                                     | WK-kwalificatie                           | 0                                         |

## Carrière als trainer
Meteen nadat hij in 1993 een punt zette achter zijn spelersloopbaan ging Hofkens aan de slag als trainer hij derdeklasser KVO Aarschot alvorens in het seizoen 1995/96 het roer over te nemen bij Zwarte Duivels Oud-Heverlee. Met nog 10 speeldagen op het programma werd Hofkens interim coach Hofkens bij de Vlaams-Brabantse club. Onder zijn leiding won Oud-Heverlee zowel het kampioenschap in eerste provinciaal als de beker van Brabant en dwong het de promotie naar vierde klasse af. Nadien wilde hij coach worden van zijn ex-club Beveren, maar de functie ging uiteindelijk naar Paul Theunis.
Nadien werd hij trainer bij Sporting Tisselt. Hij verving Dirk Van Rillaer en zorgde er met aanvallend voetbal voor dat de club niet degradeerde. In 1999 was hij opnieuw kandidaat om trainer te worden bij zijn ex-club Beveren, maar voorzitter Frans Van Hoof gaf de voorkeur aan Emilio Ferrera. In 1999/00 was hij ook even in beeld bij Eendracht Hekelgem, maar de club opteerde uiteindelijk voor de Turkse coach Isilar Osman. In 2000 ging Hofkens ook als nachtwaker aan de slag in het hotel van zijn vrouw. Uiteindelijk diende Hofkens in oktober 2001 zijn ontslag in bij Tisselt.
Een maand later volgde de Nederlander bij vierdeklasser Willebroek-Meerhof trainer Glenn Geeraerts op. Geeraerts stapte zelf op toen zijn positie onder druk kwam te staan. Maar Hofkens' nieuwe aanpak zorgde niet meteen voor punten. Willebroek-Meerhof moest maanden wachten op een eerste zege. In februari 2002 uitte Hofkens kritiek op manager en spelersmakelaar Carl Takacs, die volgens de Nederlander te veel macht had binnen de club. Een maand later maakte het bestuur een einde aan de samenwerking met Hofkens.
In juni 2002 werd Hofkens, inmiddels ook werkzaam als hotelreceptionist, jeugdtrainer bij tweedeklasser Vigor Wuitens Hamme. Een jaar later ging hij terug als hoofdcoach aan de slag. Hofkens kreeg de leiding bij Tubantia Borgerhout en maakte meteen indruk. Toch hield hij het na enkele maanden al voor bekeken. Het trainerschap bij de Antwerpse club viel niet meer te combineren met zijn horecazaak. Eind oktober 2003 stapte Hofkens zelf op en nam Marc De Mulder de trainingen over.
Na Tubantia was Hofkens even in beeld bij Lyra, maar uiteindelijk keerde hij in december 2003 terug naar Tisselt. In het seizoen 2005/06 ging het echter bergaf met de prestaties van de tweedeprovincialer. Tisselt kwam in de degradatiezone terecht en raakte er niet meer weg. De Antwerpse club zakte, waarna Hofkens opstapte.
Vervolgens was hij even in beeld bij tweedeklassers Red Star Waasland en Antwerp FC, maar uiteindelijk ging hij in juni 2006 aan de slag bij Eendracht Zele. Hij volgde Benny Lobijn op die bij Waasland de voorkeur kreeg op hem. Maar reeds in oktober 2006 werd Hofkens aan de deur gezet. Zijn voorganger, die inmiddels al ontslagen was bij Waasland, keerde terug naar Eendracht Zele.
Maar ook Hofkens zelf zat niet lang zonder werkgever. In december 2006 werd hij aangesteld als nieuwe coach van KGR Katelijne. Lang duurde het avontuur bij Groen-Rood niet. Negen speeldagen voor het einde van de competitie werd Hofkens vervangen door Eddy Claes. In 2007 diende hij nogmaals zijn kandidatuur in om trainer te worden van Beveren. De functie ging uiteindelijk naar Alex Czerniatynski. Nadien keerde Hofkens terug naar Nederland waar hij HSV Hoek coachte. Na een paar aanvaringen met enkele spelers werd Hofkens in augustus 2008 ontslagen bij Hoek.
Hofkens had inmiddels ook een baan als conciërge in de Lessius Hogeschool. Toen het voetbalteam van de hogeschool zich inschreef voor het interuniversitair wereldkampioenschap in Boedapest werd de Nederlander aangesteld als coach. Met zijn voetbalvisie creëerde hij drie selectiewedstrijden om met een goed team deel te nemen op dit WK. Zijn team won de eerste drie wedstrijden en werd groepswinnaar. In de kwartfinale was de finalist Iran een maat te groot. De kwartfinale bereiken was vooraf de doelstelling die met glans behaald werd.
In februari 2009 werd Hofkens trainer van Belgica Edegem. Ook na afloop van het seizoen 2008/09 bleef hij aan als coach met een volledig nieuw elftal. In november 2009 gaf Hofkens zijn ontslag na een derde nederlaag op rij wat hem nog nooit was overkomen.
Begin 2010 hengelde Hofkens net als Alex Czerniatynski en Ruud Kaiser naar de functie van trainer bij tweedeklasser KV Turnhout. Dat jaar werd ook zijn ex-club Beveren omwille van financiële problemen opgedoekt. Om de geschiedenis van KSK Beveren in leven te houden werd het voetbalproject Yellow Blue Beveren opgericht op initiatief van Hofkens. De club ging in het seizoen 2011/12 van start in vierde provinciale en werd Hofkens coach. In november 2011 gaf Hofkens zijn ontslag als coach. Aanvankelijk bleef de Nederlander betrokken bij zijn project, maar na een maand legde hij ook zijn andere taken bij de club neer.
In januari 2012 engageerde Hofkens bij zijn ex-club Tubantia Borgerhout. Zes weken later zat de tweede samenwerking erop omwille van financiële problemen. In augustus 2012 werd Hofkens jeugdtrainer bij KSV Temse.
In augustus 2013 stapte hij over naar het vrouwenvoetbal. Hij werd trainer van Waasland Beveren-Sinaai Girls dat uitkomt in de Belgische tweede klasse. In de winterstop stapte hij over naar de vrouwenploeg van Antwerp FC, dat uitkomt in de Women's BeNe League. Saignant detail bij deze overstap was dat beide teams kort voor de overgang een oefenwedstrijd tegen elkaar speelden.

## Palmares

### Club
KSK Beveren
- Eerste Klasse (1): 1978/79
- Beker van België (1): 1977/78
- Belgische Supercup (1): 1979

 RSC Anderlecht
- Eerste klasse (2): 1980/81, 1984/85
- UEFA Cup (1): 1982/83

 KV Mechelen
- Eerste klasse (1): 1988/89
- Beker van België (1): 1986/87
- Europacup II: (1): 1987/88
- Europese Supercup (1): 1988